# Lamprosema tumidicostalis
Lamprosema tumidicostalis là một loài bướm đêm trong họ Crambidae.